# Ultraleichtfluggelände Gössenheim

i7
i11
i13
Das Ultraleichtfluggelände Gössenheim ist ein Ultraleichtfluggelände im Gebiet der Gemeinde Gössenheim im Landkreis Main-Spessart in Bayern. Der Platzhalter und Betreiber ist Patrick Hagedorn.

## Lage
Das Ultraleichtfluggelände liegt etwa 1,2 km nordwestlich von Gössenheim.

## Flugbetrieb
Das Ultraleichtfluggelände besitzt eine Betriebsgenehmigung für Ultraleichtflugzeuge mit funktionierender Bordfunkausrüstung. Es dient dem Betrieb von Ultraleichtflugzeugen des Platzhalters und mit dessen Zustimmung (PPR) auch dem Verkehr und Betrieb von Ultraleichtflugzeugen Dritter. Das Ultraleichtfluggelände ist mit einer 360 m langen und 20 m breiten Start- und Landebahn aus Gras (Richtung 10/28) ausgestattet.

## Geschichte
Das Ultraleichtfluggelände wurde zunächst fünf Jahre lang über eine Außenstart- und -landegenehmigung nach § 25 des Luftverkehrsgesetzes betrieben. Es wurde am 12. März 2020 als Sonderlandeplatz für Ultraleichtflugzeuge nach § 6 des Luftverkehrsgesetzes genehmigt.